# Persone di nome Leif
| Questa pagina contiene informazioni ricavate automaticamente dalle voci biografiche con l'ausilio del template Bio e di un bot. L'aggiornamento è periodico e automatico e ricostruisce completamente la pagina. Se manca una persona in questa lista, sei pregato di non aggiungerla, ma accertati piuttosto che la sua voce biografica contenga il template Bio e che i dati anagrafici siano correttamente compilati. Se il template Bio manca, inseriscilo tu stesso o, in alternativa, metti l'avviso {{tmp\|Bio}} che ne segnala la mancanza. Se i dati riportati sono sbagliati, correggi direttamente la voce biografica; le modifiche saranno visibili in questa lista entro pochi giorni. Per chiarimenti vedi il progetto antroponimi. La lista contiene solo le 54 persone che sono citate nell'enciclopedia e per le quali è stato implementato correttamente il template Bio. Pagina aggiornata al 16 ott 2024. |

Questa è una lista di persone presenti nell'enciclopedia che hanno il prenome Leif, suddivise per attività principale.

## Allenatori di calcio(5)
- Leif Målberg, allenatore di calcio e ex calciatore svedese (n. 1945)
- Leif Poulsen, allenatore di calcio e ex calciatore danese (Copenaghen, n. 1939)
- Markus Ringberg, allenatore di calcio e calciatore svedese (Bromölla, n. 1976)
- Leif Gunnar Smerud, allenatore di calcio e ex calciatore norvegese (Stavanger, n. 1977)
- Tommy Svensson, allenatore di calcio e ex calciatore svedese (Växjö, n. 1945)

## Arbitri di calcio(1)
- Leif Sundell, ex arbitro di calcio svedese (Borlänge, n. 1958)

## Astronomi(2)
- Leif Erland Andersson, astronomo svedese (n. 1944 - † 1979)
- Leif Hansen, astronomo danese

## Attori(2)
- Leif Erickson, attore statunitense (Alameda, n. 1911 - Pensacola, † 1986)
- Leif Garrett, attore e cantante statunitense (Hollywood, n. 1961)

## Bassisti(1)
- Leif Edling, bassista svedese (n. 1963)

## Batteristi(1)
- Leif Johansson, batterista svedese (Loos, n. 1945)

## Calciatori(21)
- Leif Erik Andersen, ex calciatore norvegese (Fredrikstad, n. 1971)
- Leif Henning Asla, ex calciatore norvegese (Hamar, n. 1958)
- Leif Børresen, calciatore norvegese (Larvik, n. 1909 - Odense, † 1990)
- Leif Claesson, ex calciatore svedese (Lidköping, n. 1940)
- Leif Davis, calciatore inglese (Newcastle upon Tyne, n. 1999)
- Leif Engqvist, ex calciatore e allenatore di calcio svedese (Dalby, n. 1962)
- Leif Eriksen, calciatore e allenatore di calcio norvegese (Oslo, n. 1940 - Oslo, † 2024)
- Leif Eriksen, calciatore norvegese (n. 1909 - † 1970)
- Leif Eriksson, ex calciatore svedese (Köping, n. 1942)
- Magnus Johansson, ex calciatore svedese (Ölme, n. 1971)
- Leif Mortensen, ex calciatore danese (Copenaghen, n. 1940)
- Leif Niclasen, calciatore faroese (Eiði, n. 1986)
- Leif Nielsen, ex calciatore danese (Copenaghen, n. 1942)
- Leif Nordli, ex calciatore norvegese (Bjørndalen, n. 1966)
- Leif Olsen, calciatore norvegese (n. 1927 - Oslo, † 2012)
- Leif Otto Paulsen, calciatore norvegese (Kristiansand, n. 1985)
- Leif Pedersen, calciatore norvegese (Fredrikstad, n. 1924 - Fredrikstad, † 1990)
- Leif Rune Salte, ex calciatore norvegese (Bryne, n. 1966)
- Arve Seland, ex calciatore norvegese (Arendal, n. 1963)
- Daniel Tjernström, ex calciatore svedese (Karlskoga, n. 1974)
- Leif Tsolis, ex calciatore e allenatore di calcio norvegese (n. 1976)

## Ciclisti su strada(3)
- Leif Hoste, ex ciclista su strada belga (Courtrai, n. 1977)
- Leif Mortensen, ex ciclista su strada danese (Frederiksberg, n. 1946)
- Tommy Prim, ex ciclista su strada svedese (Svenljunga, n. 1955)

## Direttori d'orchestra(1)
- Leif Segerstam, direttore d'orchestra, compositore e violinista finlandese (Vaasa, n. 1944 - Helsinki, † 2024)

## Discoboli(1)
- Leif Arrhenius, discobolo e pesista svedese (Provo, n. 1986)

## Esploratori(1)
- Leif Erikson, esploratore norreno (Islanda - Groenlandia)

## Genetisti(1)
- Leif Andersson, genetista svedese (n. 1954)

## Giocatori di poker(1)
- Leif Force, giocatore di poker statunitense (n. 1983)

## Hockeisti su ghiaccio(1)
- Leif Rohlin, ex hockeista su ghiaccio svedese (Västerås, n. 1968)

## Pattinatori di velocità su ghiaccio(1)
- Leif Dag Werneid, ex pattinatore di velocità su ghiaccio e ex calciatore norvegese (n. 1943)

## Pianisti(1)
- Leif Ove Andsnes, pianista norvegese (Karmøy, n. 1970)

## Registi(1)
- Leif Krantz, regista televisivo, sceneggiatore e produttore televisivo svedese (Göteborg, n. 1932 - Sköndal, † 2012)

## Scacchisti(1)
- Leif Øgaard, scacchista norvegese (Norvegia, n. 1952)

## Schermidori(1)
- Leif Högström, ex schermidore svedese (Enskede, n. 1955)

## Sciatori alpini(2)
- Leif Magne Engeseth, ex sciatore alpino norvegese (n. 1964)
- Leif Kristian Haugen, ex sciatore alpino norvegese (Bærum, n. 1987)

## Scrittori(3)
- Leif Davidsen, scrittore danese (Otterup, n. 1950)
- Leif Enger, scrittore statunitense (Osakis, n. 1961)
- Leif G. W. Persson, scrittore, criminologo e sceneggiatore svedese (Stoccolma, n. 1945)

## Sollevatori(1)
- Leif Jenssen, ex sollevatore norvegese (Fredrikstad, n. 1948)

## Velisti(1)
- Leif Wikström, velista svedese (Lysekil, n. 1918 - Lysekil, † 1991)